# Hald Ege
Hald Ege is een plaats in de Deense regio Midden-Jutland, gemeente Viborg. De plaats telt 1228 inwoners (2008).